# Hadsundbroen

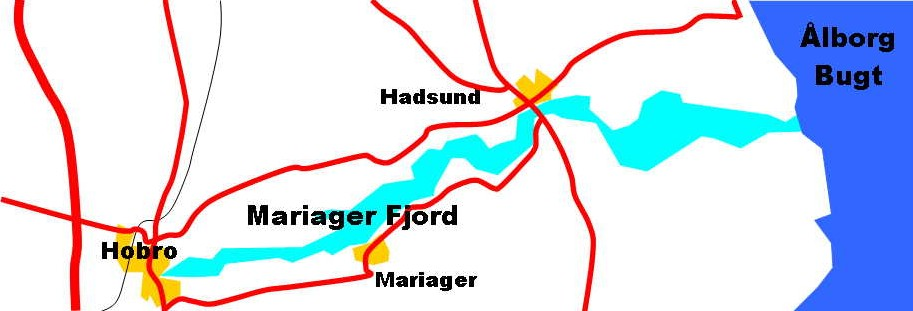

Hadsundbroen är en klaffbro över Mariagerfjorden i Hadsund på Nordjylland i Danmark. Bron är 252 meter lång och 21,6 meter bred. Den nuvarande landsvägsbron ersatte år 1976 den tidigare 260-meters svängbron från 1904, vilken var en kombinerad järnvägs- och landsvägsbro.